# الصحة في إيطاليا

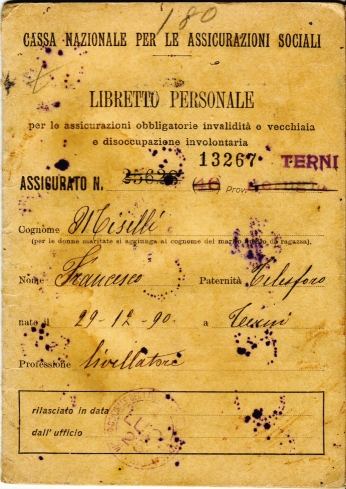

تشتهر إيطاليا بعافية سكانها الجيدة بشكل عام لا سيما أن لديها في مأمول الحياة رقم 19 في العالم ومعدل وفيات رضع منخفض ومطبخ ونظام غذائي جيد نسبياً، ونظام رعاية صحية يحل في المرتبة الثانية وفقاً لمنظمة الصحة العالمية وثالث أفضل أداء طبي في جميع أنحاء العالم. كما هو الحال مع أي من البلدان المتقدمة تمتلك إيطاليا توزع مياه وغذاء واف وكاف ومستويات التغذية والصرف الصحي مرتفعة.